# Chad Trujillo
Chadwick A. "Chad" Trujillo (nascido em 22 de novembro de 1973) é um astrônomo e codescobridor dos planetas anões Éris e Makemake.
Trujillo trabalha com software de computador e já examinou as órbitas dos inúmeros objetos transnetunianos (TNOs), ele se especializou nesta área externa do Sistema Solar. No final de agosto de 2005, foi anunciado que Trujillo, juntamente com Michael E. Brown e David L. Rabinowitz, descobriram Éris. Com o resultado da descoberta do satélite natural Dysnomia, Éris foi o primeiro TNO conhecido por ser mais maciça do que Plutão. O asteroide do cinturão principal 12101 Trujillo foi nomeado em sua homenagem.

## Descobertas
Ele descobriu vários objetos transnetunianos (TNOs). O última grande TNO, Éris, foi considerado por ele, sua equipe, NASA, e muitos outros para ser o décimo planeta do Sistema Solar, mas a União Astronômica Internacional lhe atribuiu o novo estatuto de planeta anão e plutoide.
Principais descobertas:
- Éris, com Michael E. Brown e David L. Rabinowitz
- Makemake, com Michael E. Brown e David L. Rabinowitz (31 de março de 2005)
- (19308) 1996 TO66, em colaboração com David Jewitt e Jane Luu,
- (26375) 1999 DE9, em colaboração com Jane Luu
- Quaoar, em colaboração com Michael E. Brown,
- (55565) 2002 AW197, com Michael E. Brown, Eleanor F. Helin, Steven H. Pravdo, Kenneth J. Lawrence e Michael Hicks
- (84719) 2002 VR128, com Michael E. Brown
- Sedna, com Michael E. Brown e David L. Rabinowitz
- Orco, com Michael E. Brown e David L. Rabinowitz
- (120348) 2004 TY364, em colaboração com Michael E. Brown e David L. Rabinowitz
- (208996) 2003 AZ84, em colaboração com Michael E. Brown
- (307261) 2002 MS4, em colaboração com Michael E. Brown
- 2010 FX86, em colaboração com
- 2010 KZ39, em colaboração com Andrzej Udalski, Scott S. Sheppard e M. Szymanski